# Yuxiong
Yuxiong (chinois : 鬻熊 ; pinyin : Yùxióng, aussi connu sous le nom de Yuzi ou Maitre Yu (chinois : 鬻子 ; pinyin : Yùzǐ), est un des premiers souverains connus de l'ancien État chinois qui prendra plus tard le nom d'État de Chu,. Il règne au XIe siècle av. J.-C. et est un allié, ainsi qu'un des maitres, du roi Wen de Zhou (r. 1099–1050 av J.C.), le père du fondateur de la dynastie Zhou. Dans les Lamelles de bambou de Tsinghua, son nom est écrit Xuexiong (chinois : 穴熊 ; pinyin : Xuéxióng),.
Le nom de clan de Yuxiong est Mi (芈). Son fils et successeur Xiong Li, prend le second caractère de son nom, Xiong, et en fait le nom de la lignée royale du Chu. 

## Ancêtres
D’après les légendes rapportées par Sima Qian dans le Shiji, Jilian serait un descendant du mythique Empereur jaune, et plus spécifiquement de son petit-fils et successeur Zhuanxu.  L'arrière-petit-fils de Zhuanxu, Wuhui, aurait été nommé régulateur du feu par l'empereur Ku, qui lui aurait octroyé un fief du nom de Zhu Rong. Le fils de Wuhui, nommé Luzhong (chinois : 陸終), aurait eu six fils, tous nés par césarienne. Jilian, le plus jeune des six, choisi de prendre Mi comme nom de famille ancestral et a un fils nommé Fuju (附沮). Xuexiong est le fils de Fuju. 
Cependant, Sima Qian pense que Xuexiong et Yuxiong sont deux personnes différentes et que Yuxiong est le descendant de Xuexiong; ce qui va à l'encontre du contenu des Lamelles de bambou de Tsinghua,,

## Anoblissement
Yuxiong meurt pendant le règne du roi Wen de Zhou, et son fils Xiong Li lui succède. 
Après le renversement de la dynastie Shang par les Zhou, Zhou Chengwang, le petit-fils du roi Wen qui règne de 1042 à 1021 av. J.-C., décide de récompenser les dirigeants du Chu pour l'aide qu'ils ont apporté a ses ancêtres. Pour ce faire, il anoblit Xiong Yi, l'arrière-petit-fils de Yuxiong, en lui attribuant le titre héréditaire de zĭ (子), ce qui signifie en gros "vicomte" et le fief de Chu. Au cours des siècles suivant, ce fief devient l'un des plus puissants royaumes de la période des printemps et automnes.